# TUI Airlines
TUI Airline Management (före skapandet av det Tyska flygbolaget med samma namn också kallat TUIfly) är en organisation som länkar ihop de 7 flygbolagen i TUI-gruppen. Den har den största charterflottan i Europa och är det femte största europeiska flygbolaget med över 100 flygplan. Dess moderbolag TUI är den största turismgruppen i Europa. TUI Airlines-medlemmar flyger schemalagda flygningar och även charterflygningar med mer än 150 destinationer runt om i världen. De flyger från fler än 60 flygplatser i 9 europeiska länder. Marocko-baserade flygbolaget Jet4You är inte en del av TUI Airlines, även om TUI är en av dess aktieägare.
TUI Airlines flyger miljontals semester- & affärspassagerare varje år. 2005 hade de en passagerarvolym på 25 miljoner och hade 8200 anställda.
TUI Airlines har annonserat att de kommer att förena alla sina flygbolag under det nya namnet TUIfly med start under 2008.

## Medlemmar
- Arkefly (Nederländerna)
- Corsairfly (Frankrike)
- Jetairfly (Belgien)
- Thomsonfly (Storbritannien)
- First Choice Airways (Storbritannien)
- TUIfly (Tyskland)
- TUIfly Nordic (Sverige)